# Claudio Baglioni
Claudio Baglioni (Roma, 16 de maio de 1951) é um compositor e cantor italiano.

## Biografia
Sua carreira artística teve início em 1964 quando tinha apenas treze anos com uma participação num concurso chamado Centocelle, cantando Ogni volta de Paul Anka. Em 1967, escreve sua primeira canção, Annabelle Lee, inspirada na homónima poesia de Edgar Allan Poe.
Por volta de 1968 compôs a suíte musical Annabel Lee, baseada em um poema de Edgar Allan Poe. Em 1969 lançou seu primeiro single e gravou o single Signora Lia; uma canção cômica que fala da infidelidade conjugal de uma senhora. Com o tempo, a canção tornou-se um culto da música pop italiana, apesar do seu fraco sucesso inicial. Ele colaborou com a cantora italiana Mia Martini em seu álbum de estreia.

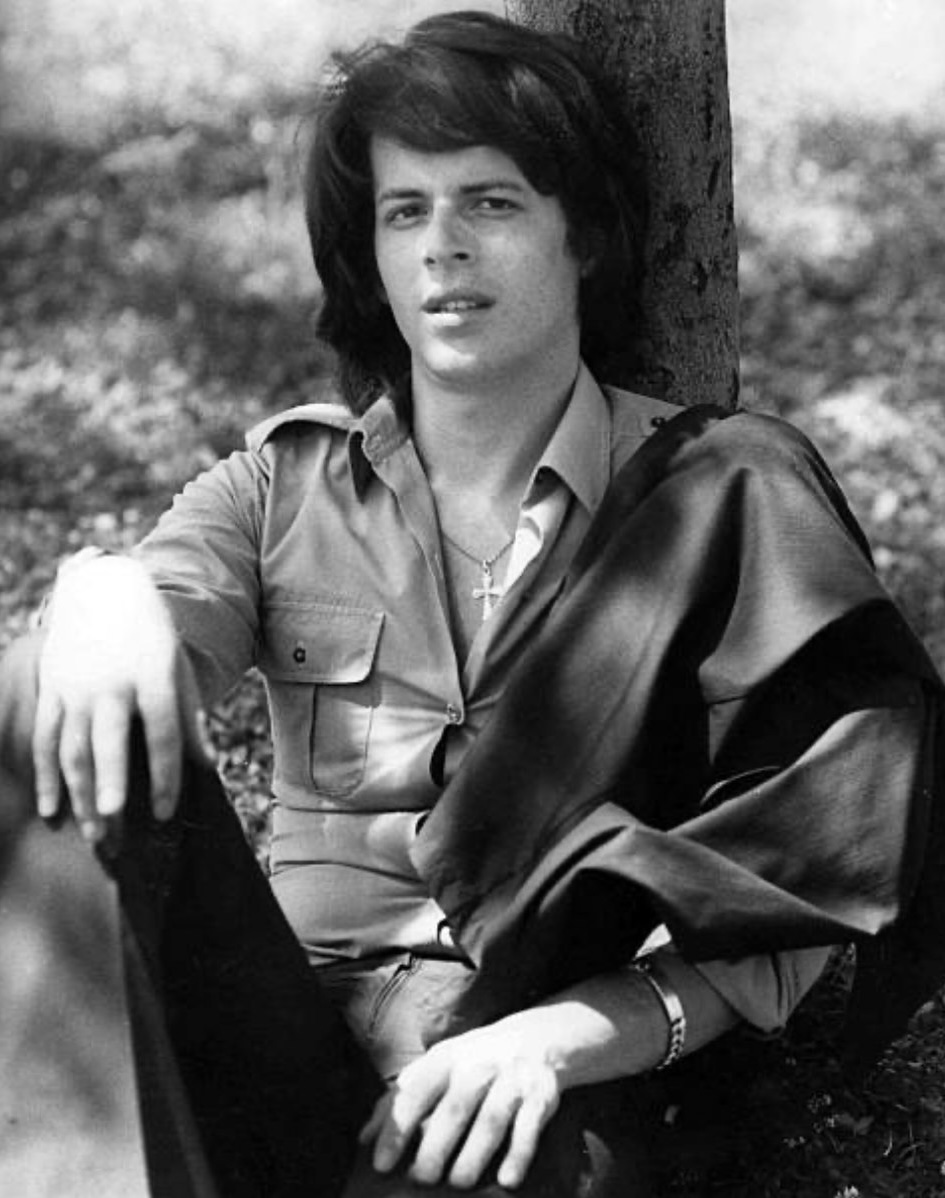
Baglioni 1974

O sucesso veio apenas em 1972, com o álbum Questo piccolo grande amore; a canção homônima de 1985 será premiada como a canção italiana do século. Em 1974 gravou o álbum E tu...  com Vangelis. Em 1975 sai Sabato pomeriggio; um álbum conceitual sobre a espera, baseado em poemas de Giacomo Leopardi. Em 1977, o álbum Solo; foi o primeiro em que fez letra, música e produção por conta própria. Em 1978, vem o incrível sucesso com o álbum E tu come stai?.
Em 1981, produziu o álbum de enorme sucesso Strada facendo. No ano seguinte começa a turnê Alé-Oó, primeira turnê de um cantor italiano nos grandes estádios. O nome do passeio, na verdade, inspira-se em um típico refrão de partidas de futebol. Em junho do mesmo ano (1982) Claudio aos 31 anos torna-se pai e em um dia escreve o hit mundial Avrai dedicado ao filho.
Em 1985, vem o incrível sucesso do álbum La vita è adesso, o álbum mais vendido de todos os tempos na Itália, imediatamente após o lançamento do álbum começa a turnê de 1985 que totalizou mais de 1,5 milhão de espectadores com o show final em Roma, que foi o primeiro concerto na história da música italiana a ser transmitido ao vivo pela TV, o sucesso esmagador do álbum dá início a outra grande digressão no ano seguinte; Assolo uma turnê sensacional composta por mais de 30 shows nos grandes estádios da Itália onde Claudio Baglioni se apresenta completamente sozinho, sem banda, com a ajuda de guitarra clássica e elétrica, pianola, piano, sintetizador e MIDI, uma tecnologia nunca testada na época.
Em 1990, após 3 anos de trabalho lançou o álbum duplo Oltre, um ambicioso projeto com 20 músicas que abraçam a World Music e a participação de grandes artistas internacionais; o álbum mudará radicalmente a indústria musical italiana. O concerto de 1991 será decretado pela revista Billboard como o melhor concerto do ano no mundo, graças ao palco que fica localizado no centro do estádio com o público rodeando-o em círculo. Em 1992 teve início a digressão Oltre il concerto, realizada no palasport com palco ao centro, marcando o regresso de Baglioni a toda a Itália, com mais de 50 datas foi um grande sucesso.

Baglioni 1996

Em 1995 foi lançado o álbum Io sono qui que marca a volta de Cláudio à cena, o disco trata do tema da comédia, o dia a dia é na verdade uma espécie de comédia para todos onde todo mundo usa máscara sem saber se está um ator ou um espectador da vida. O álbum está estruturado como se fosse um filme com começo, fim, interlúdio e depois o primeiro, segundo, terceiro e quarto tempo que antecipam as canções subsequentes, descrevendo-as como cenas cinematográficas. Baglioni apresenta o álbum primeiro com uma série de shows surpresa em cima de um caminhão amarelo. Posteriormente a turnê de 1996 começou no palasport com o palco no centro sem barreiras entre o público e o artista com a banda, com mais de 51 datas se tornou um sucesso incrível.
E em 1999, o álbum Viaggiatore sulla coda del tempo, com a chegada iminente do novo milénio, aborda o tema das tecnologias modernas e ao mesmo tempo conta a viagem de um viajante rumo a este futuro desconhecido. Baglioni declarará posteriormente que os três álbuns constituem uma trilogia do tempo onde cada um representa o passado, o presente e o futuro respectivamente.
No dia 6 de junho de 1998 teve seu último show do milênio no Estádio Olímpico de Roma o show totalizou mais de 100.000 espectadores graças ao palco no centro e aos espectadores que lotaram o estádio, ainda assim esse recorde permanece invicto por qualquer evento, musical e esportivo.
Na década de 2000 trouxe a turnê Acústico. Sogno di una notte di note aos anfiteatros, reorganizando todas as suas canções mais famosas em tom acústico, em 2001 foi o primeiro artista a levar a música pop aos teatros tradicionais com a digressão Incanto tra pianoforte e voce apresentando-se completamente sozinho acompanhado apenas pelo piano. Em 2003 lançou o álbum Sono io e em 2005 foi lançada a sua primeira colecção oficial Tutti qui que rapidamente se tornou um sucesso comercial e a partir da qual começou a digressão que durou de 2006 a 2007 no palasport com o palco ao centro. Em 2009 o álbum Q.P.G.A. foi lançado, contendo a música de maior sucesso de Baglioni naquela década; Niente più.
Em 2010, fez uma série de shows pelo mundo. Em 2013 lançou o álbum Con voi e em 2020 o último álbum In questa storia, che è la mia. Em 2019, para comemorar 50 anos de carreira, realiza um show incrível na Arena de Verona que pela primeira vez é aberta ao público na íntegra. Com o palco no centro e os espectadores lotando toda a arena na rodada.
No verão de 2022 ele fez o Tutti su! turnê nos anfiteatros e no verão de 2023 a turnê aTuttoCuore com um concerto incrível no Foro Italico em Roma  e continuou em 2024 pela Itália em palasport.

## Discografia
- 1970 - Claudio Baglioni

Claudio Baglioni 1985 ao máximo sucesso comercial com o álbum La vita è adesso

- 1971 - Un cantastorie dei giorni nostri
- 1972 - Questo piccolo grande amore
- 1973 - Gira che ti rigira amore bello
- 1974 - E tu...
- 1975 - Sabato pomeriggio
- 1977 - Solo
- 1978 - E tu come stai?
- 1981 - Strada facendo
- 1982 - Alè-oò (Live)
- 1985 - La vita è adesso
- 1986 - Assolo (Live)
- 1990 - Oltre
- 1992 - Assieme (Live)
- 1993 - Ancorassieme (Live)
- 1995 - Io sono qui
- 1996 - Attori e spettatori (Live)
- 1999 - Viaggiatore sulla coda del tempo
- 2000 - Acustico (Live)
- 2001 - InCanto tra pianoforte e voce (Live)
- 2003 - Sono io, l'uomo della storia accanto
- 2005 - Tutti qui (Compilation)
- 2010 - World Tour 2010 (Live)
- 2013 - Con voi
- 2019 - Da una storia vera (Live)
- 2020 - In questa storia, che è la mia

## Turnês
- 1982 - Alè-oò
- 1985 - Notte di note
- 1986 - Assolo
- 1991 - Oltre una bellissima notte (concerto único)
- 1992 - Oltre il concerto
- 1992 - Ancorassieme
- 1995 - Tour giallo
- 1996 - Tour rosso
- 1996 - Tour giallo elettrico
- 1998 - Da me a te
- 1999 - Tour blu
- 2000 - Sogno di una notte di note
- 2001 - Incanto tra pianoforte e voce
- 2003 - Tutto in un abbraccio
- 2006 - Tutti qui
- 2010 - World Tour
- 2013 - Con Voi
- 2018 - Al centro
- 2022 - Tutti su
- 2023 - aTuttoCuore